# 319 г. пр.н.е.
319 (триста и деветнадесета) година преди новата ера (пр.н.е.) е година от доюлианския (Помпилийски) римски календар.

## Събития

### В Македонската империя
- Умира регента Антипатър.[1]
- Полиперхон става регент.[1]
- Започва война между сина на Антипатър Касандър и Полиперхон.[1]
- Птолемей нахлува за първи път във Финикия и Сирия.[1]

### Сицилия
- Агатокъл е назначен за стратег (военачалник) и пазител на мира в Сиракуза.

### В Римската република
- Консули са Луций Папирий Курсор (за III път) и Квинт Авлий Церетан (за II път).
- Римляните побеждават самнитите и завладяват Фарентинум и Сатрикум.[2]

## Родени
- Антигон II Гонат, цар на Древна Македония от династията на Антигонидите (умрял 239 г. пр.н.е.)

## Починали
- Антипатър, пълководец по времето на Филип II Македонски и Александър Велики (роден 397 г. пр.н.е.)
- Алкет, военачалник на Александър Велики и диадох на Древна Македония